# إبراهيم علي (لاعب كرة قدم عراقي)
إبراهيم علي مواليد 1 يوليو 1950، هو لاعب كرة قدم عراقي سابق تنافس في دورة الألعاب الأولمبية الصيفية عام 1980م.

## روابط خارجية
- إبراهيم علي على موقع الاتحاد الدولي (مؤرشف)  (الإنجليزية)
- إبراهيم علي على موقع قاعدة بيانات كرة القدم.إي يو (الإنجليزية)
- إبراهيم علي على موقع عالم كرة القدم.نت (الإنجليزية)
- إبراهيم علي على موقع اللجنة الأولمبية الدولية (الإنجليزية)
- إبراهيم علي على موقع أوليمبيديا (الإنجليزية)